# Istanbulkart
Istanbulkart — безконтактна смарт-картка для оплати проїзду  в громадському транспорті в Стамбулі .

## Опис та історія
«Електронний гаманець» був введений 23 березня 2009 року в доповнення до інтегрованої системи електронних квитків Akbil: в даний час Akbil iButtons поступово припиняє своє існування. Карта була розроблена і впроваджена на практиці компанією інформаційних технологій Belbim, що належить муніципалітету міста.
Istanbulkart дійсна для проїзду в автобусах, на фунікулері, в метро, на приміських поїздах і поромних судах (див. Istanbul Deniz Otobüsleri) — а також, у трамваях по всьому місту, незалежно від того чи є компанії керованими муніципалітетом Стамбула або приватними фірмами. Після введення електронної системи, оплата готівкою у всіх цих видах транспорту стала неможливою. Знижка при оплаті діє при п'яти і менше пересадках на інші транспортні засоби протягом двох годин.
Розрізняються чотири види карти Istanbulkart: один звичайний та три спеціальних. Спеціальні картки видаються юридичним особам, і тому персоналізовані:
1. Звичайна карта: для повної оплати вартості проїзду;
2. Mavi Kart (Синя карта): сезонний квиток, дисконтований по місячній основі;
3. Дисконтна карта: для студентів, вчителів, пенсіонерів (старше 60 років);
4. Безкоштовна карта: для людей з інвалідністю, літніх людей (старше 65 років) та державних службовців при виконанні.

Дисконтна карта видається як школярам і студентам, так і учням релігійних навчальних закладів країни.
Звичайні картки можуть бути придбані в офісах і кіосках на великих транспортних розв'язках — вартість самої картки («невідшкодовуваний депозит») становить 50 турецьких лір. Istanbulkart також можна придбати за в спеціальних автоматах, розташованих біля входів у метро. Сума, що залишилася, за вирахуванням депозиту, буде внесена на картку. Після цього картки можуть бути поповнені на суму до 300 лір як в офісах і автоматах, так і в магазинах, що пропонують таку послугу. Також у Стамбулі доступні картки і для обмеженої кількості поїздок: 1, 2, 3, 5 або 10 проходів через турнікет.
На відміну від звичайних карток, спеціальні картки видаються персоналізовано — тому вони вимагають, щоб картка була придбана (або отримана) в одному із 13 центрів або з використанням мережі інтернет.

## Технічні дані
Для оплати транспортного тарифу смарт-карта підноситься до «безконтактного зчитувача», на відстань до 8 см (3,1 дюйма): оплата відбувається під час посадки в транспортний засіб або на турнікетах станцій. Немає потреби доторкатися картою до зчитувача: вона може лежати в гаманці або сумочці, що прискорює процес оплати. Пристрій зчитує сигнал і підтверджує оплату тарифу спеціальним звуковим сигналом і зеленим світлодіодом; крім того система показує суму платежу і депозит, що залишився на картці. У разі недостатності депозиту пристрій читання карт відображає на дисплеї попередження «Yetersiz Bakiye» (депозит недостатній) і видає звукове попередження. Підроблені картки, у разі виявлення, конфіскуються водієм автобуса або персоналом служби безпеки на станціях.
Istanbulkart сумісний з міжнародними стандартами, такими як ISO / IEC 7816 і ISO / IEC 14443 — і створений з використанням технології DESFire від NXP. Поступово, використання карти планується поширити на платежі на всіх належних муніципалітету автостоянках і навіть в театрах. У планах значаться і приватні таксі міста, і кінотеатри. Персоналізовані типи смарт-карток також можуть використовуватися для допуску на захід або в установу.